# Психічна енергія (психоаналіз)
Психі́чна ене́ргія — термін, запропонований З. Фрейдом для опису специфіки переміщення уваги, інтересу та прихильності з одного об'єкта (або поточної діяльності) на інший. У визначенні Мура — Файна відповідає «енергії, яка гіпотетично існує і кількісно вимірна, що лежить в основі будь-якої активності психічного апарату і всіх психічних проявів». «Психічна енергія», за Ф. Тайсоном і Р. Тайсоном, у психоаналізі розуміється в схожому сенсі, але не аналогічно поняттю «енергії» як фізичної величини.
У фрейдистському трактуванні терміна, за Ч. Райкрофтом, переміщення [уваги, інтересу, прихильності] пояснюються положенням, за яким певні кількості енергії є вкладеними в психічні уявлення (сталі, певною мірою, образи чогось, що раніше вже сприймалося, або сам процес створення таких образів) об'єктів, і ці кількості відрізняються рухливістю. Відповідно до концепції «психічної енергії», основні функції останньої поділяються на дві групи: мотиваційну та інструментальну. Перша виражається за допомогою розрядки (коли накопичення енергії досягає гранично допустимого значення), інструментальна ж функція служить для формування або виконання різноманітних функцій: наприклад, «сприяння переходу несвідомих думок та ідей до свідомості».
Концепція психічної енергії є однією з найважливіших для фрейдистської метапсихології (для економічного та динамічного її підходів), але при цьому, однак, з часом у ній виявилася низка недоліків і вона здобула серйозну і навіть запеклу критику з боку наукової спільноти, зокрема, ряд відомих аналітиків навіть вимагали повної відмови від ідеї існування «психічної енергії», чого, в розумінні Мура і Файна, повною мірою все ж так і не сталося